# 五毒
五毒，（有時被稱為五蠹），五毒是指蜈蚣、毒蛇、蝎子、壁虎和蟾蜍，这五种有毒动物合称五毒。由于中国地域广大，民族众多，加上许多故事传说影响，各地过端午节的习俗也不尽相同，南方一些地方民俗认为每年夏历五月端午日午时、五毒开始孽生，于是便有了避五毒的习俗。傳統上五毒圖案常作為兒童服裝圖案及端午節相關圖案，因為人們使用相信五毒圖案可以以毒攻毒，防止身體受五毒侵害。
原本五毒中並無五毒之首的設定，有這種說法的均為後人所添加。

## 其他版本

### 蜘蛛取代壁虎
蜘蛛不是“五毒”之一，说蜘蛛是五毒之一是因为金庸武侠小说中关于“五毒教”的设定用有毒的蜘蛛代替了壁虎。因为壁虎之中，虽然很多品种有剧毒，但也有很多生活中常见的品种无毒或者毒害不大。所以一些后来的小说、或者游戏作品，在设定时常常有意或者无意将壁虎改成蜘蛛。在漢族世居地的蜘蛛種類基本是無毒或微毒，僅對小型昆蟲具有威脅性。
但以严谨的态度来说，蜘蛛不可能替代壁虎成为五毒。因为五毒有个基本标准，就是为中国民间所用的可入药的剧毒生物。蜘蛛不论在古代还是今日，一般都不可入药。因此将其列入五毒是十分不严谨不科学的做法。

### 全部節肢動物
蜈蚣、蛇、蝎、蜂、蜮。

### 壁虎為蠑螈誤傳的可能性
不過壁虎是沒有毒的、還能捕捉害蟲，對於壁虎為五毒之一的根據，經由資料比對，為蠑螈的可能性較高，其中以東方蠑螈與古人所說較為相符。
東方蠑螈，又名「中國火龍」，原產地為中國東部與南部各省份，蠑螈屬的七個亞種之一，皮下有劇毒。此蠑螈因與壁虎外貌較相似，又含有毒素，古代資訊流通不發達且容易產生誤謬，所以應為壁虎的原型。
而從中國古代紀錄來看，壁虎跟蠑螈是被定義做同一物種的，例如在五代 馬縞 《中華古今注》卷下：「蝘蜓，一曰守宮，一曰龍子。善於樹上捕蟬食之。其細長五色者，名曰蜥蜴；其長大者，名曰蠑螈。」，可知壁虎在古代是與蜥蜴、蠑螈等視為同類。直到現代發展的生物學，將壁虎定義為爬蟲類，將蠑螈定義為兩棲類，至此這兩種動物才被區分成不同物種。

## 参看
- 端午节
- 雄黄酒
- 五毒教
- 五毒大神